# Milonia brevipes
Milonia brevipes là một loài nhện trong họ Araneidae.
Loài này thuộc chi Milonia. Milonia brevipes được Tord Tamerlan Teodor Thorell miêu tả năm 1890.